# Paulo de São Tomás de Aquino
Dom Frei Paulo de São Tomás de Aquino O.P. (1773 - 20 de dezembro de 1823) foi um prelado português, arcebispo de Cranganore entre 1821 e 1823, pelo que após, a arquidiocese seria suprimida e incorporada pelo vicariato apostólico de Verapoly. Participou da Junta Provisional de Governo da Índia, entre 1821 e 1823.

## Ligação externa
- «GCatholic» (em inglês)